# Willy Stöwer

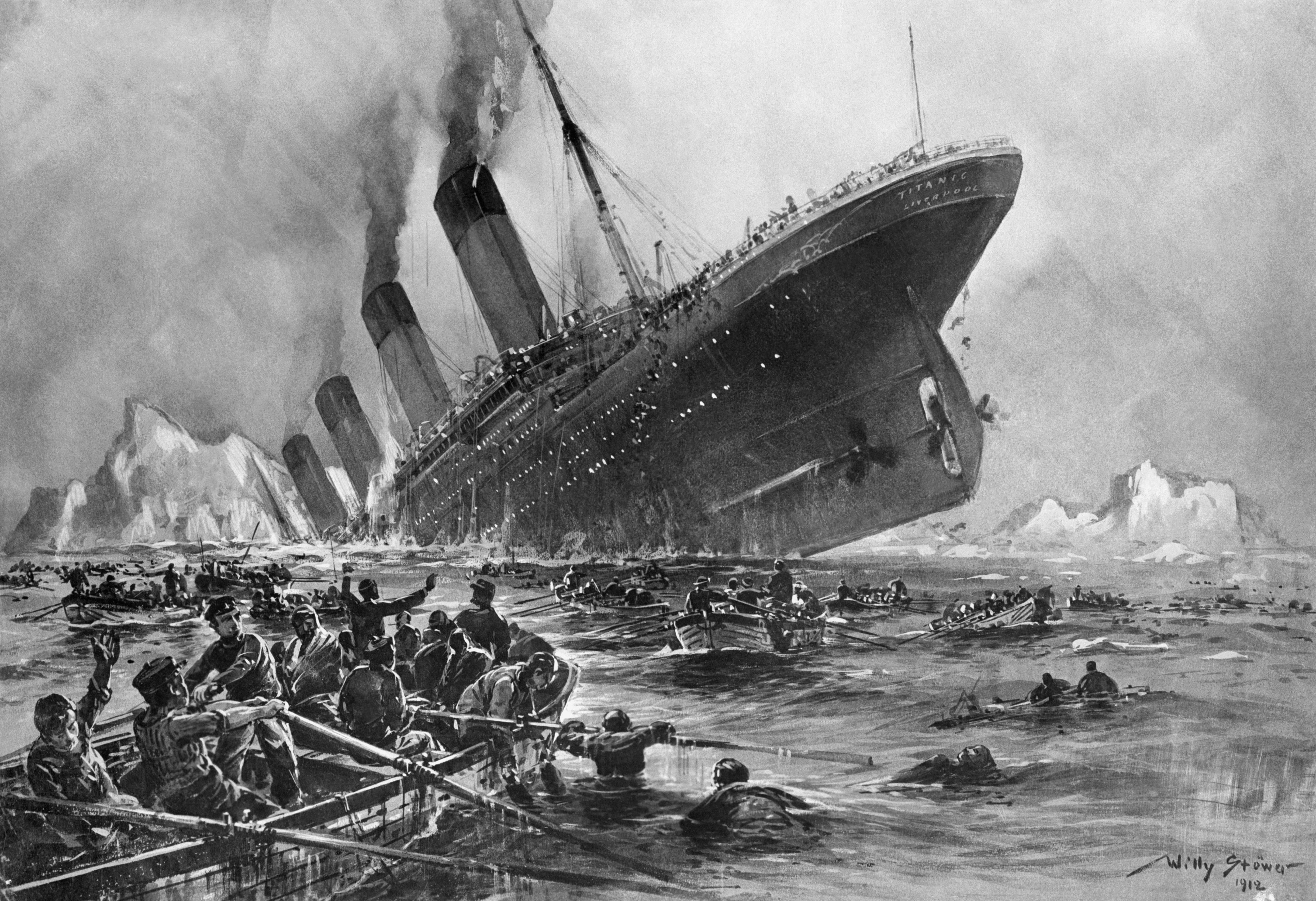
Willy Stöwer, Zatonięcie Titanica

Willy Stöwer (ur. 22 maja 1864 w Wolgaście, zm. 31 maja 1931 w Berlinie) – niemiecki malarz samouk i ilustrator z okresu Cesarstwa, najbardziej znany z dzieł marynistycznych i litografii. Wiele jego prac przedstawia historyczne wydarzenia morskie, takie jak zatonięcie „Titanica” w 1912 roku.

## Życiorys
Willy Stöwer początkowo kształcił się jako metalowiec i pracował jako technik w biurach inżynieryjnych różnych niemieckich stoczni. Szybko dostrzeżono jego uzdolnienia artystyczne i wkrótce zaczął otrzymywać zamówienia na obrazy i ilustracje. W 1892 roku ożenił się z Henriettą Dettmann z zamożnej rodziny, co pozwoliło mu poświęcić się wyłącznie pracy artystycznej.
Cesarz Niemiec Wilhelm II stał się entuzjastą i mecenasem artysty, a Stöwer podobno był ulubionym „morskim” malarzem cesarza, któremu towarzyszył w kilku podróżach w latach 1905–1912. Był członkiem zarządu Stowarzyszenia Floty Niemieckiej, a w 1907 roku otrzymał tytuł profesora honorowego. Podobnie jak w przypadku współczesnych, takich jak Hans Bohrdt, jego największy okres twórczości dobiegł końca wraz z abdykacją Wilhelma i przeminięciem ery imperialnej w roku 1918. Jego późniejsza kariera, opierała się na kilku zamówieniach od linii budujących parowce. Zmarł w zapomnieniu w swojej berlińskiej willi w maju 1931 roku, dziewięć dni po swoich 67. urodzinach.

## Twórczość
Willy Stöwer był bardzo płodnym artystą w latach 1892–1929, tworząc około 900 czarno-białych i 335 kolorowych ilustracji do 57 książek, a także plakaty, pocztówki, karty kolekcjonerskie, etykiety, broszury i kalendarze. 
Wyobrażenie Stöwera przedstawiające zatonięcie „Titanica” w niemieckim tygodniku Die Gartenlaube przyniosło mu szczególną popularność. Stworzył ilustrację wkrótce po katastrofie w 1912 roku bez szczegółowych informacji, jednak obraz stał się ikoną pomimo drobnych błędów i był wielokrotnie wznawiany nawet do dziś. W 1917 roku z niektórych jego obrazów wyprodukowano pocztówki na pomoc charytatywną dla rannych członków załóg niemieckich okrętów podwodnych oraz rodzin poległych żołnierzy podczas I wojny światowej.